# Plebejus hilda
Plebejus hilda är en fjärilsart som beskrevs av Grinnell 1907. Plebejus hilda ingår i släktet Plebejus och familjen juvelvingar. Inga underarter finns listade i Catalogue of Life.